# Eric Douglas Cummings
Eric Douglas Cummings, DFC, avstralski častnik, vojaški pilot in letalski as, * 13. april 1896, Franklin, Tasmanija, † 27. oktober 1979.  	
Stotnik Cummings je v svoji vojaški karieri dosegel 9 zračnih zmag.

## Odlikovanja
- Distinguished Flying Cross (DFC)